# Jaroslav Strnad (podnikatel)
Jaroslav Strnad (* 10. června 1972 Chrudim) je český podnikatel pocházející z Chrudimi, známý zejména svým působením v oblasti zbrojního průmyslu. Je zakladatelem holdingu Czechoslovak Group, do kterého patří mimo jiné výrobce automobilů TATRA TRUCKS a.s., majitelem firmy CE Industries a několika dalších.

## Kariéra a podnikání
Mezi roky 1990 a 1993 pracoval v podniku Transporta Chrudim. Poté pracoval jako manažer ve firmě zabývající se obchodem s kovovým šrotem Recycling – kovové odpady. Roku 1995 založil firmu Excalibur Army.
Dnes je centrem jeho podnikání zbrojní průmysl, vlastní vojenské opravárenské závody v Česku a Slovensku. Dále mezi jeho podniky patří významný světový výrobce brzd DAKO-CZ a další firmy.
Jaroslav Strnad byl na konci roku 2016 aktivní v následujících podnikatelských subjektech:
- NIKA Development a.s. – jediný akcionář
- TATRA TRUCKS a.s. – člen dozorčí rady
- CZECHOSLOVAK GROUP a.s. – člen dozorčí rady
- KARBOX Holding s.r.o. – společník s vkladem
- TATRA METALURGIE a.s. – člen dozorčí rady
- LOGEKO a.s. – člen představenstva
- CSGM a.s. – jediný akcionář, člen dozorčí rady
- EXCALIBUR TRADE spol. s r.o. – společník s vkladem
- KARBOX s.r.o. – společník s vkladem
- JOB AIR Technic – předseda dozorčí rady
- DAKO-CZ, a.s. – předseda dozorčí rady

V roce 2023 se také objevila informace, že má zájem o koupi vydavatelství Mafra tehdy patřící do holdingu Agrofert ze svěřeneckého fondu Andreje Babiše. Za vydavatelství nabídl Jaroslav Strnad nejvyšší částku a přeplatil tak jiné zájemce — Daniela Křetinského a Pavla Tykače. V únoru 2024 však byla MAFRA (a Rádio Impuls) prodána do rukou skupiny Kaprain miliardáře Karla Pražáka.

## Vyznamenání
V říjnu 2018 mu prezident Miloš Zeman udělil Medaili Za zásluhy 1. stupně za zásluhy o stát v oblasti hospodářské.